# Tulenkantajat
Tulenkantajat (”Eldbärarna”) var en finländsk författargrupp aktiv på 1920-talet. Gruppen fick sitt namn efter ett album utgivet av kulturorganisation Nuoren voiman liitto (”Unga krafters förbund”) år 1924. Kända medlemmar var bland annat Mika Waltari, Olavi Paavolainen, Katri Vala, Uuno Kailas, Yrjö Jylhä, Elina Vaara och Lauri Viljanen. Deras mål var att styra Finland mot europeiska inriktningar med mottot ”Öppna fönstren mot Europa!”. Gruppen ville europeisera den ”primitiva” finska litteraturen.
Tulenkantajat upplöstes på 1930-talet till följd av meningsskiljaktigheter och interna konflikter.